# Xue Xinran
Xue Xinran (chiń. 薛欣然; pinyin Xuē Xīnrán; ur. 1958 w Pekinie, Chińska Republika Ludowa) – chińska i brytyjska pisarka, dziennikarka oraz działaczka społeczna. Autorka programu społecznego "The Mothers’ Bridge of Love", mającego na celu przybliżenie adoptowanym dzieciom chińskim żyjącym na Zachodzie kulturę i historię Chin. Członkini komitetu organizacyjnego Asia House Festival of Asian Literature.

## Twórczość
- 2003 – Dobre kobiety z Chin. Głosy z ukrycia (ang. The Good Women of China: Hidden Voices) – w Polsce wydana po raz pierwszy w 2008 przez W.A.B, Warszawa; polskie tłumaczenie Katarzyna Kulpa
- 2004 – ang. Sky Burial
- 2006 – ang. What the Chinese Don't Eat
- 2008 – ang. Miss Chopsticks
- 2008 – ang. China Witness: Voices from a Silent Generation
- 2010 – Wiadomość od nieznanej chińskiej matki: Opowieść o miłości i stracie (ang. Message from an Unknown Chinese Mother) –  w Polsce wydana po raz pierwszy w 2012 przez wydawnictwo Świat Książki, Warszawa; polskie tłumaczenie Joanna Hryniewska
- 2015 – ang. Buy Me the Sky: The remarkable truth of China’s one-child generations